# Fritillaria frankiorum
Fritillaria frankiorum là một loài thực vật có hoa trong họ Liliaceae. Loài này được R.Wallis & R.B.Wallis mô tả khoa học đầu tiên năm 2003.